# Keigo Sakakibara
Keigo Sakakibara (japanisch 榊原 彗悟 Sakakibara Keigo; * 9. Oktober 2000 in der Präfektur Saitama) ist ein japanischer Fußballspieler.

## Karriere
Keigo Sakakibara erlernte das Fußballspielen in der Jugend der Yokohama F. Marinos. Seinen ersten Vertrag unterschrieb er am 19. April 2019 bei dem Viertligisten ReinMeer Aomori FC. Für den Verein bestritt er 31 Viertligaspiele. Im Januar 2022 wechselte er in die erste Liga. Hier unterschrieb er einen Vertrag bei seinem Jugendverein Yokohama F. Marinos. Im Februar 2022 kehrte er auf Leihbasis zu seinen ehemaligen Verein ReinMeer Aomori FC zurück. In der Saison 2022 bestritt er 29 Viertligaspiele. Nach der Ausleihe kehrte er Ende Januar 2023 zu den Marinos zurück. Sein Erstligadebüt gab Keigo Sakakibara am 21. Oktober 2023 (30. Spieltag) im Heimspiel gegen Hokkaido Consadole Sapporo. Bei dem 4:1-Erfolg stand er in der Startelf und wurde in der 69. Minute gegen Kōta Watanabe ausgewechselt. Am Ende der Saison 2023 feierte er mit den Marinos die Vizemeisterschaft. Nach insgesamt 13 Ligaspielen wechselte er im Januar 2025 nach Ōita zum Zweitligisten Ōita Trinita.

## Erfolge
Yokohama F. Marinos
- Japanischer Vizemeister: 2023